# Уругвайська болотна жаба
Уругвайська болотна жаба (Pleurodema bibroni) — вид земноводних з роду Pleurodema родини Leiuperidae.

## Опис
Загальна довжина досягає 4,1 см за своєю будовою не відрізняється від інших представників роду. Шкірна залоза на стегнах дорослих особин має яйцеподібну форму. Забарвлена у чорно—білі кольори з піщаним відтінком.

## Спосіб життя
Полюбляє рівнинні місцини, луки, савани, стоячі водойми, особливо болота. Зустрічається на висоті до 1100 м над рівнем моря. Живиться безхребетними.
Розмноження відбувається у калюжах, куди самиця відкладає яйця.

## Розповсюдження
Мешкає переважно в Уругваї та сусідніх штатах Бразилії.